# Quinsac (Dordogne)
Quinsac is een gemeente in het Franse departement Dordogne (regio Nouvelle-Aquitaine) en telt 390 inwoners (2005). De plaats maakt deel uit van het arrondissement Nontron.

## Geografie
De oppervlakte van Quinsac bedraagt 17,5 km², de bevolkingsdichtheid is 22,3 inwoners per km².
De onderstaande kaart toont de ligging van Quinsac (Dordogne) met de belangrijkste infrastructuur en aangrenzende gemeenten.

## Demografie
Onderstaande figuur toont het verloop van het inwonertal (bron: INSEE-tellingen).